# Vasile Zottu
Vasile Zottu (Bukurešt, 14. studenoga 1853. – Bukurešt, 12. studenoga 1916.) je bio rumunjski general i vojni zapovjednik. Tijekom Prvog svjetskog rata obnašao je dužnost načelnika Glavnog stožera.

## Vojna karijera
Vasile Zottu rođen je 14. studenoga 1853. u Bukureštu. Sin je Iona i Polixenie Zottu. Od 1873. pohađa Vojnu školu za pješaštvo i topništvo koju završava 1875. godine. Sudjeluje u rumunjskom ratu za nezavisnost zapovijedajući 3. inženjerijskom satnijom, nakon čega je 1878. promaknut u čin poručnika. Potom služi u inženjerijskoj bojnoj i to do 1879. godine, te 2. pukovniji. Nakon toga nalazi se na službi u raznim inženjerijskim jedinicama, II. korpusu, te ministarstvu rata. Godine 1880. unaprijeđen je u čin satnika, u bojnika je promaknut 1887. godine, dok je čin potpukovnika dostigao 1890. godine. Godine 1895. promaknut je u čin pukovnika. Od 1901. obnaša dužnost ravnatelja Vojne škole za pješaštvo i topništvo na kojoj dužnosti se nalazi do 1904. godine kada je unaprijeđen u čin brigadnog generala. Od 1904. zapovijeda 4 brigadom, te 5 i 4. pješačkom divizijom. Dana 31. ožujka 1911. imenovan je načelnikom Glavnog stožera. Navedenu dužnost obnaša relativno kratko, do studenoga 1911., kada je imenovan zapovjednikom utvrđenog grada Bukurešt. Te iste godine promaknut je u čin divizijskog generala. Dužnost zapovjednika utvrđenja Bukurešt obnaša do 1. travnja 1914. kada je ponovno imenovan načelnikom Glavnog stožera na kojoj dužnosti se nalazi i u trenutku ulaska Rumunjske u Prvi svjetski rat.

## Prvi svjetski rat
Na početku rata Zottu je samo formalno obnašao dužnost načelnika Glavnog stožera. Naime, formalno zbog bolesti navedenu dužnost u nije mogao obnašati tako da je de facto dužnost načelnika Glavnog stožera obnašao njegov zamjenik Dumitru Iliescu.

## Samoubojstvo
Nekoliko mjeseci prije početka rata rumunjske tajne službe otkrile su kurira pod kodnim imenom Günther. Kod njega je nađena lista (tzv. Güntherova lista) s popisom osoba koje su plaćale austrougarske vlasti kako bi utjecale da Rumunjska uđe u rat na strani Centralnih sila. Na toj listi je navodno bilo i Zottuvo ime, pa zbog toga, nakon ulaska Rumunjske u rat na strani Antante, Zottu nije, formalno zbog bolesti, obnašao dužnost načelnika Glavnog stožera.
Vasile Zottu je pod nerazjašnjenim okolnostima počinio samoubojstvo u svom stanu u Bukureštu dana 12. studenoga 1916. godine.

## Vanjske poveznice
(rum.) Vasile Zottu na stranici Cultural.bzi.ro  Arhivirana inačica izvorne stranice od 6. ožujka 2016. (Wayback Machine)<